# ديكسون إم. ودبيري
ديكسون إم. ودبيري (بالإنجليزية: Dixon M. Woodbury)‏ هو أستاذ جامعي أمريكي، ولد في 6 أغسطس 1921 في سانت جورج في الولايات المتحدة، وتوفي في 29 يوليو 1991 في بونتيفول في الولايات المتحدة.